# Franz Rosenberger (Komponist)
Franz Rosenberger (* 1895 in Steierdorf, Königreich Ungarn, Österreich-Ungarn; † 7. Februar 1967 in Lugoj, Sozialistische Republik Rumänien) war ein rumäniendeutscher Militärmusiker und Komponist.

## Leben
Franz Rosenberger erlernte den Beruf eines Elektrikers und arbeitete in der Mühle von Orawitz. Daneben blies er Waldhorn in der Feuerwehrkapelle und lernte Violine und Bratsche zu spielen. Im Ersten Weltkrieg kämpfte er als Soldat der österreichisch-ungarischen Armee in Albanien und Italien. Nach dem Krieg wurde er im Rang eines Feldwebels in die rumänische Armee übernommen und dem Musikzug des 96. Infanterieregiments in Orschowa zugeteilt. Später spielte er in der Kapelle der Garnison in Orawitz.
Nachdem diese 1932 durch einen Brand zerstört worden war, ging Rosenberger nach Lugoj und wurde Waldhornbläser im Musikzug des 17. Infanterieregiments. Nach einem Unfall, der ihm angelastet wurde, wurde er 1942 degradiert und aus der Armee entlassen. Er wirkte dann als Organist an der evangelischen und der katholischen Kirche von Lugoj und wurde 1943 als Leiter eines Lehrlingsheims eingesetzt.
Nach dem Zweiten Weltkrieg kam Rosenberger in das Konzentrationslager von Caracal, aus dem er im November 1945 entlassen wurde. Danach verdiente er seinen Lebensunterhalt als Notenkopist, Violinlehrer und Vertreter eines Sterbevereins. In dieser Zeit entstanden einige Kirchenmusikalische Werke. Seine Gesänge zum Fronleichnamsfest wurden 1961 in der Millenniumskirche im Ortsteil Fabric der westrumänischen Stadt Timișoara uraufgeführt.

## Quelle
- Edition Musik Südost - Franz Rosenberger

| Personendaten    | Personendaten                                  |
| ---------------- | ---------------------------------------------- |
| NAME             | Rosenberger, Franz                             |
| KURZBESCHREIBUNG | rumäniendeutscher Komponist und Militärmusiker |
| GEBURTSDATUM     | 1895                                           |
| GEBURTSORT       | Anina                                          |
| STERBEDATUM      | 7. Februar 1967                                |
| STERBEORT        | Lugoj                                          |